# Mike Hammer (serie televisiva)
Mike Hammer è una serie televisiva statunitense in 78 episodi trasmessi per la prima volta nel corso di 2 stagioni dal 1958 al 1959.
Conosciuta anche con il titolo Mickey Spillane's Mike Hammer è una serie del genere giallo ambientata a New York e incentrata sulle vicende dell'investigatore privato Mike Hammer, personaggio letterario creato da Mickey Spillane.

## Personaggi e interpreti
- Mike Hammer (79 episodi, 1958-1959), interpretato da Darren McGavin.
- Capitano Pat Chambers (21 episodi, 1958-1959), interpretato da Bart Burns.

### Altri interpreti e guest star
Vito Scotti (7 episodi), Johnny Seven (4), Patricia Huston (3), Jan Arvan (3), Doris Dowling (3), Dick Crockett (3), Dale Van Sickel (3), Joan Tabor (3), Lorne Greene (2), Andrea King (2), Nita Talbot (2), Anthony Caruso (2), Angie Dickinson (2), Ruta Lee (2), James Westerfield (2), Jean Willes (2), Bek Nelson (2), Jean Allison (2), June Dayton (2), Paul Langton (2), Joan Taylor (2), H. M. Wynant (2), John Hoyt (2), Paul Dubov (2), Douglas Dick (2), Lawrence Dobkin (2), Walter Reed (2), Bern Hoffman (2), John Carlyle (2), Paul Lukather (2), Dennis Patrick (2), Tracey Roberts (2), Herbert Rudley (2), Charles Davis (2), K.L. Smith (2), Karl 'Killer' Davis (2), Jonathan Hole (2), Theodore Newton (2), Evelyn Scott (2), Richard Benedict (2), Barrie Chase (2), Charles Horvath (2), Mike Connors (2), Arthur Batanides (2), Yvette Vickers (2), Robert Ellenstein (2), Barbara Turner (2), Frank Albertson (2), Virginia Gregg (2), Robert Fuller (2), Eric Sinclair (2), Gail Kobe (2), Paul Baxley (2), Eddie Saenz (2), Pat O'Malley (2), Pete Kellett (2), DeForest Kelley (2), Joan Banks (1), Whitney Blake (1), Diane Brewster (1), Peggy Converse (1), Barbara Darrow (1), Allison Hayes (1), Frances Helm (1), Bethel Leslie (1), Margaret Lindsay (1), Carole Mathews (1), Alan Mowbray (1), Jacqueline Scott (1), Karen Sharpe (1), Robert F. Simon (1), John Smith (1), Gloria Talbott (1), Constance Towers (1), Robert Vaughn (1), Helen Westcott (1), Anna May Wong (1), James Bell (1), Stewart Bradley (1), Peggie Castle (1), Lloyd Corrigan (1), Suzanne Lloyd (1), Lisa Lu (1), Rita Lynn (1), Frank Maxwell (1), Catherine McLeod (1), Helena Nash (1), Tom Neal (1), Edgar Stehli (1), Robert H. Harris (1), Lynne Allen (1), Mary Anderson (1), Fay Baker (1), Dan Barton (1), Sam Buffington (1), Ralph Clanton (1), Russell Collins (1), Jeanne Cooper (1), Ted de Corsia (1), Raymond Greenleaf (1), Neil Hamilton (1), Patricia Hardy (1), Jacqueline Mayo (1), Lisa Montell (1), Philip Ober (1), Paula Raymond (1), Grant Richards (1), Ric Roman (1), Marion Ross (1), Fay Spain (1), Katherine Squire (1), Dick Van Patten (1), Wally Vernon (1), Barbara Bain (1), Lewis Charles (1), George Givot (1), John Goddard (1), Theodore Marcuse (1), Gerald Milton (1), Dorothy Provine (1), Madlyn Rhue (1), Ray Stricklyn (1), Allan Lane (1), William Allyn (1), Rachel Ames (1), Voorheis J. Ardoin (1), Carl Betz (1), King Calder (1), Maureen Cassidy (1), Robert Clarke (1), John Dennis (1), Peter Hansen (1), Paula Hill (1), Henry Hunter (1), Robert P. Lieb (1), BarBara Luna (1), Joan Marshall (1), Eve McVeagh (1), Susan Morrow (1), Robert Nichols (1), Edmon Ryan (1), Konstantin Shayne (1), Doris Singleton (1), William Swan (1), Betty Utey (1), Katherine Warren (1), Mary Webster (1), Rebecca Welles (1), Than Wyenn (1), Merry Anders (1), Evelyn Bunn (1), Jeff Daley (1), Frank Ferguson (1), Joseph Mell (1), Helene Stanley (1), Evelyn Ward (1), William Mims (1), Ann Robinson (1), Baynes Barron (1), George Brenlin (1), Tom Brown (1), Jean Byron (1).

## Produzione
La serie fu prodotta da Richard Irving per la Revue Productions Fu girata a New York e nei Republic Studios a North Hollywood, Los Angeles, in California.

### Registi
Tra i registi sono accreditati:
- Boris Sagal in 25 episodi (1958-1959)
- William Witney in 12 episodi (1959)
- Richard Irving in 11 episodi (1958-1959)
- John English in 5 episodi (1958)
- Ray Nazarro in 4 episodi (1959)
- Earl Bellamy in 3 episodi (1959)
- Edward Ludlum in 3 episodi (1959)
- Sidney Salkow in 3 episodi (1959)
- Lawrence Dobkin in 2 episodi (1958)
- Sherman Marks in 2 episodi (1958)
- Frank Arrigo in 2 episodi (1959)
- Joe Parker in un episodio (1958)
- Virgil W. Vogel in un episodio (1959)
- Jus Addiss in 1 episodi

### Sceneggiatori
Tra gli sceneggiatori sono accreditati:
- Stanley Anton in un episodio (1958)
- Bill S. Ballinger in 10 episodi (1959)
- Curtis Cluff in 2 episodi (1958)
- Richard Deming in un episodio (1958)
- Robert C. Dennis in un episodio (1958)
- Fenton Earnshaw in 7 episodi (1958)
- Richard Ellington in 2 episodi (1958)
- Kenneth A. Enochs in un episodio (1959)
- James Gunn in un episodio (1958)
- Evan Hunter in 2 episodi (1958)
- Frank Kane in 23 episodi (1958-1959)
- Henry Kane in un episodio (1958)
- Lawrence Kimble in 7 episodi (1958)
- Stephen Marlowe in un episodio (1958)
- Lawrence Menkin in un episodio (1958)
- Ken Pettus in 18 episodi (1958-1959)
- Barry Shipman in 3 episodi (1958-1959)
- Burt Sims in un episodio (1958)
- Mickey Spillane in 78 episodi (1958-1959)
- Robert Turner in 4 episodi (1959)
- Hendrik Vollaerts in un episodio (1958)
- Carey Wilber in un episodio (1959)

## Distribuzione
La serie fu trasmessa negli Stati Uniti dal 7 gennaio 1958 al 25 settembre 1959 in syndication.

## Episodi
| Stagione         | Episodi | Prima TV USA |
| ---------------- | ------- | ------------ |
| Prima stagione   | 39      | 1958         |
| Seconda stagione | 39      | 1959         |